# Beaufort-meester
De Beaufort-meester of de Meester van de Beaufort heiligen is de noodnaam van een anonieme miniaturist die actief was tussen 1410 en 1415. Hij kreeg zijn noodnaam naar de heiligenminiaturen die hij schilderde in een psalter waarvan men dacht dat het gemaakt werd voor John Beaufort tussen 1410 en 1415. Het psalter werd later in twee gesplitst en de delen werden toegevoegd aan andere manuscripten, die zich nu bevinden te Rennes  in de Gemeentelijke bibliotheek als MS. 22 en in Londen in de British Library als Royal MS 2 A XVIII, dat bekend staat als het Beaufort-getijdenboek. De suffragia verlucht door de Beaufort-meester bevinden zich nu vooraan in de Beaufort-getijden op folium 3 recto tot folium 24 recto. De heiligen zijn geschilderd op losse perkamenten folia die achteraf aan het handschrift werden toegevoegd, het is dus niet zeker waar de miniaturen geschilderd werden in Vlaanderen of in Londen. De annunciatieminiatuur op f23v zou het werk zijn van Herman Scheerre. Ook al wordt hij de Beaufort-meester genoemd, gaat het volgens sommige kunsthistorici niet over een enkele miniaturist maar over een groep van artiesten die in dezelfde stijl werkten.
Maurits Smeyers was van oordeel dat deze miniaturist in Brugge werkte en losbladige miniaturen produceerde, die dan naar de geïnteresseerde koper werden gestuurd om daar geïntegreerd te worden in het handschrift en eventueel voorzien van marges in de stijl passend bij die van het handschrift. Anderen stellen dat de locatie van de meester moeilijk is vast te stellen en dat het even goed Gent als Brugge kan geweest zijn en dat het bovendien goed mogelijk is dat hij een poos in Engeland verbleef, waar hij dan zou samengewerkt hebben met Herman Scheerre. Volgens Gerhard Schmidt zou dit in de laatste jaren van de eerste decade van de vijftiende eeuw zijn geweest.

## Stijlkenmerken
De meester realiseerde een goede ruimtelijke voorstelling en plaatste zijn figuren in goed uitgewerkte interieurs of voor landschappen. Hij gebruikte bijvoorbeeld een baldakijn boven de heilige om diepte te geven aan de compositie. De taferelen die hij schilderde waren zeer kleurrijk en realistisch. Hij gebruikte een levendig palet met contrasterende kleuren. Zijn figuren hadden expressieve gezichten waarin de neus, de wenkbrauwen en de dikwijls afhangende modhoeken geaccentueerd werden. Het gezicht van de vrouwelijke figuren was meer verfijnd. Zijn figuren zijn soms geblokt dan weer verlengd, wat eens te meer wijst op een groep van kunstenaars in plaats van op slechts een schilder.

## Werken
Hierbij een lijst van werken waaraan de meester meewerkte.
- Antwerpen, Museum Plantin-Moretus, Ms. 15. 8 , Missaal.[6]
- Cambridge, Universiteit van Cambridge, Getijdenboek, MS Ff.6.8.[7]
- Lancashire, Stonyhurst College, Ms. 70. Getijdenboek van Stonyhurst.[6]
- Le Mans, Médiathèque Louis Aragon, Ms. B. 249, Psalter.[6]*
- Londen, British Library, MS 2A XVIII, Beaufort-getijdenboek
- Londen, British Library, Ms. 18213, Getijdenboek met Vlaamse rubrieken.[6]
- Londen, British Library: Royal, MS 2.
- New York, The Morgan Library & Museum, MS M 1073. Getijdenboek ca. 1410-1420.[8]
- Oxford, Bodleian Library, MS Rawl liturgy. E32, CAT. 22. Getijdenboek gemaakt en geïllustreerd in Amiens maar met ingevoegde volbladminiaturen van de Beaufort-meester.[9]
- Oxford, Bodleian Library, MS Lat. liturg. f.2. Scrope Hours, handschrift geïmporteerd uit Vlaanderen met miniaturen van de Beaufort-meester, maar afgewerkt in Engeland. Ca. 1390-1410[10] Ook hieraan werkte hij samen met Hermann Scheerre of werden miniaturen van beide meesters in hetzelfde boek gebruikt.[6]
- Oxford, Bodleian Library, Barlow 33. Getijdenboek voor het gebruik in Sarum.[11]